# Sd.Kfz. 6/2
3.7 cm Flak 36 auf Selbstfahrlafette Sd.Kfz. 6/2 — немецкая зенитная самоходная установка (ЗСУ) периода Второй мировой войны. По сути это установленное на полугусеничный тягач Sd.Kfz.6 зенитное орудие 3.7 cm FlaK 36.

## Описание конструкции

### Вооружение
Единственным вооружением Sd.Kfz. 6/2 являлась 37 мм зенитная пушка 3.7 cm Flak 36. Пушка была разработана компанией Rheinmetall в 1936 году. Орудие имело ствол длиной 57 калибров, из-за чего могло эффективно поражать воздушные цели на высоте до 4800 метров. Бронепробиваемость бронебойными снарядами на расстоянии 100 м при стрельбе по броне под углом 60° составляла 36 мм, а на расстоянии 800 м — 24 мм. Автоматика пушки работала за счёт энергии отдачи при коротком ходе ствола, что давало практическую скорострельность 120 выстрелов в минуту. Питание боеприпасами осуществлялось при помощи 6-патронных магазинов.

### Двигатель и трансмиссия
В моторном отсеке был установлен 6-цилиндровый карбюраторный рядный двигатель жидкостного охлаждения Maybach HL 54 TUKRM с верхним расположением клапанов. Рабочий объём двигателя составлял 5420 см и при 2600 об/мин он развивал мощность 115 л. с. (84,6 кВт).
С двигателем взаимодействовала трансмиссия, в состав которой входили двухдисковое сухое сцепление с гидравлическим приводом Fichtel & Sachs Mecano PF220K, четырёхскоростная планетарная коробка передач 021-32785 U50 от Hanomag, обеспечивавшая движение вперёд на четырёх скоростях и задний ход, демультипликатор, двойной дифференциал, гидравлические и пневматические тормоза. Для движения по пересечённой местности включалась специальная передача.
Передние колеса оборудовались пневматическими дисковыми тормозами Kletrak (вспомогательный тормоз), ведущие колеса гусениц — также пневматическими дисковыми тормозами (главный тормоз).

### Ходовая часть
В состав полугусеничной ходовой части входили: управляемый передний мост с поперечной полуэллиптической листовой рессорой, оборудованный колесами с пневматическими низкопрофильными шинами размером 7,50-20 и гусеничный движитель с индивидуальной торсионной подвеской, который, применительно к одному борту, состоял из ведущего колеса переднего расположения, направляющего колеса заднего расположения с винтовым натяжным механизмом и шести сдвоенных обрезиненных опорных катков, размещённых в шахматном порядке в три ряда. Опорными были катки только из двух внутренних рядов. Внешний ряд катков воспринимал нагрузку лишь при движении по бездорожью.
Опорные катки с восемью круглыми отверстиями штамповались из листовой стали толщиной 8-12 мм и снабжались резиновыми бандажами. Ведущие колеса были литыми. В ходовой части применялись мелкозвенчатые, одногребневые, однопальцевые гусеницы шириной 280 мм с амортизирующими резиновыми вкладышами.

## Производство
|       | 1     | 2     | 3     | 4     | 5     | 6     | 7     | 8     | 9     | 10    | 11    | 12    | Всего |
| ----- | ----- | ----- | ----- | ----- | ----- | ----- | ----- | ----- | ----- | ----- | ----- | ----- | ----- |
| 1939  |       |       |       |       |       |       | 25    | 38    |       |       |       |       | 63    |
| 1940  |       |       |       |       |       | 12    | 23    |       |       | 11    | 14    | 1     | 61    |
| 1941  | 14    | 6     | 5     |       | 8     | 12    | 5     | 24    | 24    | 24    | 24    |       | 74    |
| Всего | Всего | Всего | Всего | Всего | Всего | Всего | Всего | Всего | Всего | Всего | Всего | Всего | 198   |

Все установки выпускались по заказу Люфтваффе.